# Kevin Mayer
Kevin Mayer (tiếng Pháp: [kevin majɛʁ], [mejɛʁ], sinh ngày 10 tháng 2 năm 1992) là một vận động viên người Pháp.  Anh là nhà vô địch thế giới (2017), huy chương bạc Olympic (Rio de Janeiro 2016) và người giữ kỷ lục thế giới ở Decathlon.

## Tiểu sử
Mayer sinh ngày 10 tháng 2 năm 1992 tại Argenteuil, một thành phố và xã ở vùng ngoại ô phía tây bắc của Paris, đến André và Carole Mayer. Gia đình cha và họ của họ có nguồn gốc ở vùng đông bắc Lorraine, nơi cha anh lớn lên;  một số người thân của anh ta vẫn sống ở khu Moselle bên cạnh biên giới với Đức. Anh có ba anh em: Thibault, Thomas và Sébastien;  Gia đình được nuôi dưỡng tại La Roche-de-Glun, một thị trấn nhỏ bên dòng sông Rhône ở phía đông nam của đất nước (tỉnh Drôme), nơi cha mẹ anh vẫn còn sống. 